# Tereza Janišová

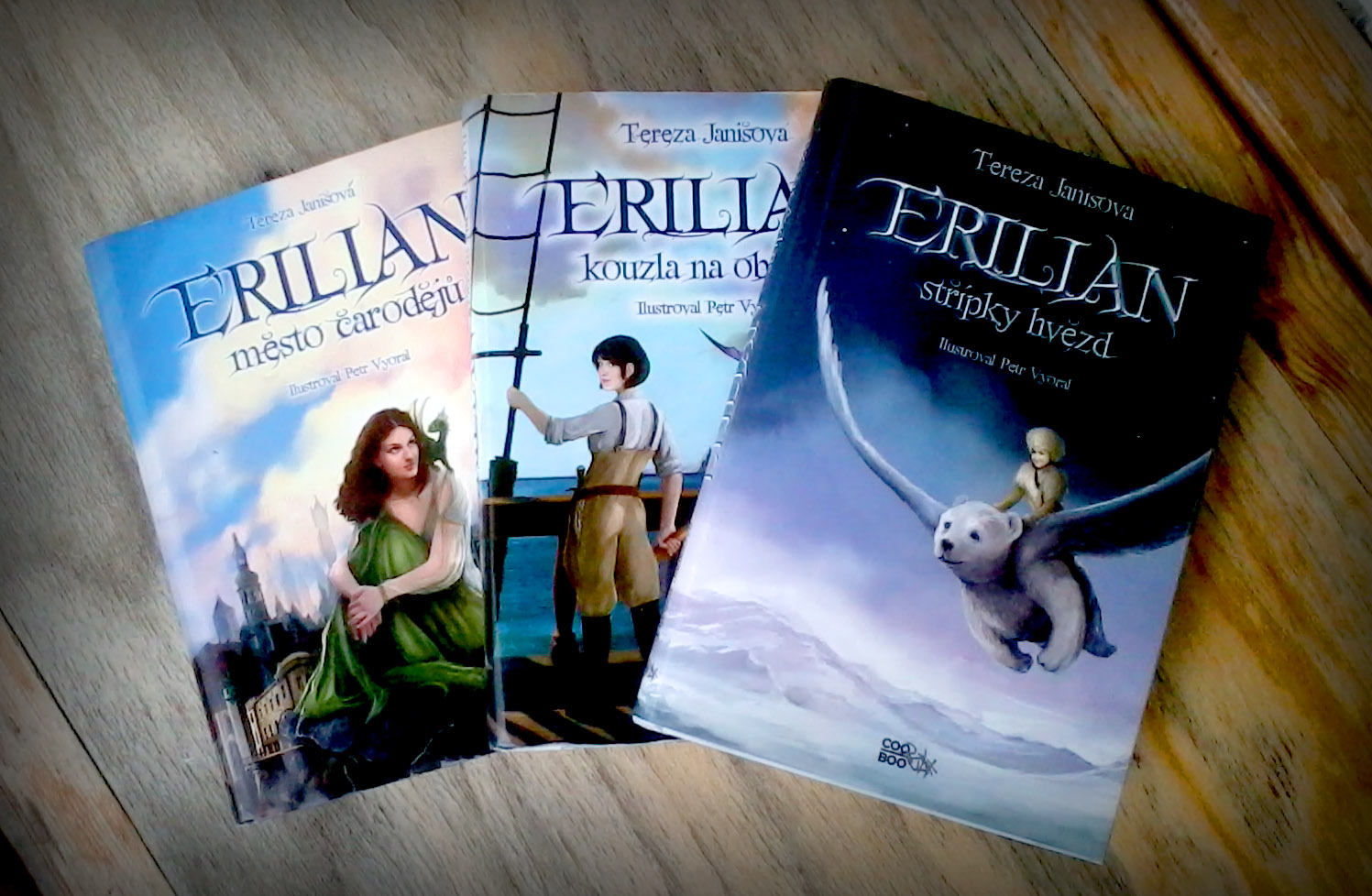
Trilogie Erilian

Tereza Janišová (* 30. května 1989, Praha, Československo) je česká spisovatelka. Absolvovala výtvarně zaměřené gymnázium, v roce 2015 promovala na Fakultě architektury ČVUT v Praze. Kromě psaní knih se věnuje architektonické žurnalistice. V červnu 2024 spustila svůj podcast Pohádky bez obalu.

## Trilogie Erilian
V roce 2014 vyšel poslední díl její fantasy trilogie Erilian. Jedná se o třígenerační román o osudech čarodějů a čarodějek z města Erilian. První díl trilogie s podtitulem Město čarodějů (2010) se odehrává v době podobné viktoriánskému období. Druhý díl Kouzla na obzoru (2012) se odehrává v době secesní a poslední díl trilogie, Střípky hvězd (2014) je situován do 20. let 20. století. Celou knižní sérii ilustroval výtvarník Petr Vyoral. Ke každému dílu trilogie vznikla také série fotografií, které zobrazují hlavní postavy příběhu. Autory těchto fotografií jsou fotografka Hana Kalvachová (první díl trilogie) a fotograf David Špidlen (druhý a třetí díl trilogie).

## Vydané knihy
- Erilian – Město čarodějů (XYZ, 2010, E-knihy jedou, 2021)
- Erilian – Kouzla na obzoru (XYZ, 2012, E-knihy jedou, 2021)
- Erilian – Střípky hvězd (CooBoo, 2014, E-knihy jedou, 2021)
- Gryf, který neuměl létat - povídka ze světa erilianské trilogie (CooBoo, 2014, E-knihy jedou, 2021)
- Audioknihy Erilian - tři díly (Čti mi, 2020 - 2021)
- Lvářka (Liergo, 2019)
- Audiokniha Lvářka (Supraphon, 2020)
- Sloňa - povídka v antologii české fantastiky Jiný kraj (Golden Dog, 2023)